# Luke's Late Lunchers
Luke's Late Lunchers  è un cortometraggio muto del 1916 prodotto e diretto da Hal Roach.  Interpretato da Harold Lloyd, il film fa parte della serie di comiche che avevano come protagonista il personaggio di Lonesome Luke.

## Trama
Luke gestisce una trattoria a buon mercato, in cui il servizio è cattivo, il cibo è terribile e le condizioni indecenti...

## Produzione
Il film fu prodotto da Hal Roach per la Rolin Films (come Phunphilms). Venne girato dal 15 gennaio al 5 febbraio 1916.

## Distribuzione
Distribuito dalla Pathé Exchange, il film - un cortometraggio in una bobina - uscì nelle sale cinematografiche USA il 22 maggio 1916.